# Auschwitz I
Auschwitz I, ook wel het Stammlager genoemd, was een van de drie grote kampen van het concentratiekampcomplex Auschwitz en tevens het eerste. Het werd in 1940 officieel als gevangenenkamp opgeleverd, en deed later dienst als het administratieve centrum van het gehele complex. In dit kamp werden ongeveer 70.000 mensen omgebracht, voornamelijk Poolse intellectuelen en Russische krijgsgevangenen.

## Beginfase
Auschwitz I werd – in tegenstelling tot wat eerder was gepland – niet als doorvoerkamp ingericht, maar als concentratie- en werkkamp. Op 5 mei 1940 werd Rudolf Höss aangesteld als kampcommandant. Het eerste gevangenentransport met dertig Duitse criminelen arriveerde op 20 mei 1940. Zij moesten samen met driehonderd Joden uit de stad het kamp opknappen. Vijftien SS'ers werden meegestuurd als bewakers. De dertig criminelen kregen later extra privileges door hun functie als kampoudsten of kapo's. Vrijwel de gehele oorlog lang waren de kapo's Duitse beroepscriminelen, die opvielen door hun wreedheid.
De oude, deels ommuurde Poolse legerkazerne werd in gebruik genomen als concentratie- en werkkamp. Aanvankelijk werden achttien gebouwen als barakken gebruikt, waaronder een kampziekenhuis en een kampgevangenis. Dit is later bekend geworden als "Block 11". Er werden wachttorens gebouwd en er werd prikkeldraad geplaatst. Buiten het kamp lagen twee gebouwen voor de kampstaf en een crematorium dat in een van de buitenwereld afgeschermde oude munitiebunker was ingericht.
Op 14 juni 1940, toen het kamp was opgeknapt, kwam het eerste officiële gevangenentransport met ongeveer 720 Poolse politieke gevangenen uit Tarnów aan in Auschwitz. Onder deze gevangenen bevond zich Wiesław Kielar, die vijf jaar Auschwitz zou overleven. Het aantal gevangenen zou op 15 augustus door een transport politieke gevangenen uit Warschau oplopen tot 3200. Ook in de maanden daarna kwamen nog enkele transporten aan. Op 31 december 1940 bedroeg het aantal gevangenen 7829. De eerste executies in het kamp volgden. Op 22 november 1940 werden veertig politieke gevangenen neergeschoten als represailles voor een aanslag op een SS-officier in een nabijgelegen stad. In het eerste jaar werd het kamp gestaag uitgebreid. Vrijwel alle gevangenen waren zes dagen per week, elf uur per dag in de weer met de bouw van het kamp. Binnen een straal van vijf kilometer werden alle bewoners verdreven. De bouwmaterialen uit de verlaten woningen werden gebruikt voor bouw van barakken in het kamp.

## Uitbouw
In het tweede jaar bracht Himmler een inspectiebezoek aan het kamp. Hij gaf Höss de opdracht om de capaciteit van Auschwitz I uit te breiden tot 30 000. Tevens kreeg Höss de opdracht om bij het drie kilometer verderop gelegen Birkenau een nieuw en groter kamp te bouwen met de aanvankelijke bedoeling om daar nog eens 100.000 Russische krijgsgevangenen onder te brengen maar dit veranderde toen men besloot deze over Duitsland te verdelen en als arbeidsslaven voor de bewapeningsindustrie in te zetten en in plaats daarvan het kamp Birkenau te gebruiken voor de uitroeiing van de Joden.
Auschwitz I was aanvankelijk bedoeld om Poolse politieke tegenstanders, verzetsmensen en intellectuelen in onder te brengen. Later werden er Russische krijgsgevangenen en Duitse criminelen ondergebracht in dit kamp, en nog later ook Jehova's getuigen, "asociale elementen" zoals landlopers en prostituees, homoseksuelen en Joden. Ondanks de gestage uitbreiding naar een capaciteit van 30 000, lag het aantal gevangenen in de eerste jaren dat het kamp bestond voortdurend tussen de dertien- en zestienduizend mensen. In 1942 nam de aanvoer van gevangenen flink toe en bereikte dit aantal de twintigduizend.
Er werd zes dagen per week en elf uur per dag gewerkt (in de wapenfabrieken van Auschwitz III vaak zeven dagen). De zondagen waren voor wassen en douchen gereserveerd. Door de harde arbeidsomstandigheden, het weinige eten, de wreedheid van de SS en de slechte hygiëne was het sterftecijfer onder de gevangenen zeer hoog.

## Gaskamers

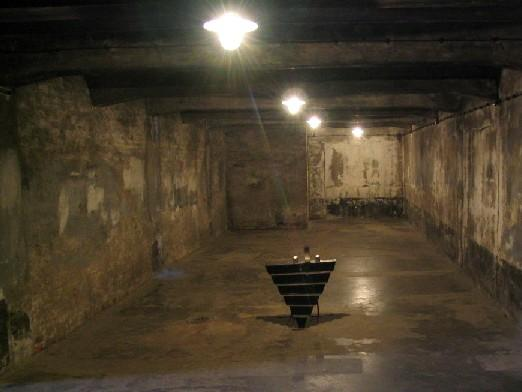
Na de oorlog werd het gebouw waar het crematorium en de gaskamer in gevestigd waren, herbouwd met originele onderdelen, naar het oorspronkelijke ontwerp. Hier de herbouwde gaskamer van Auschwitz I

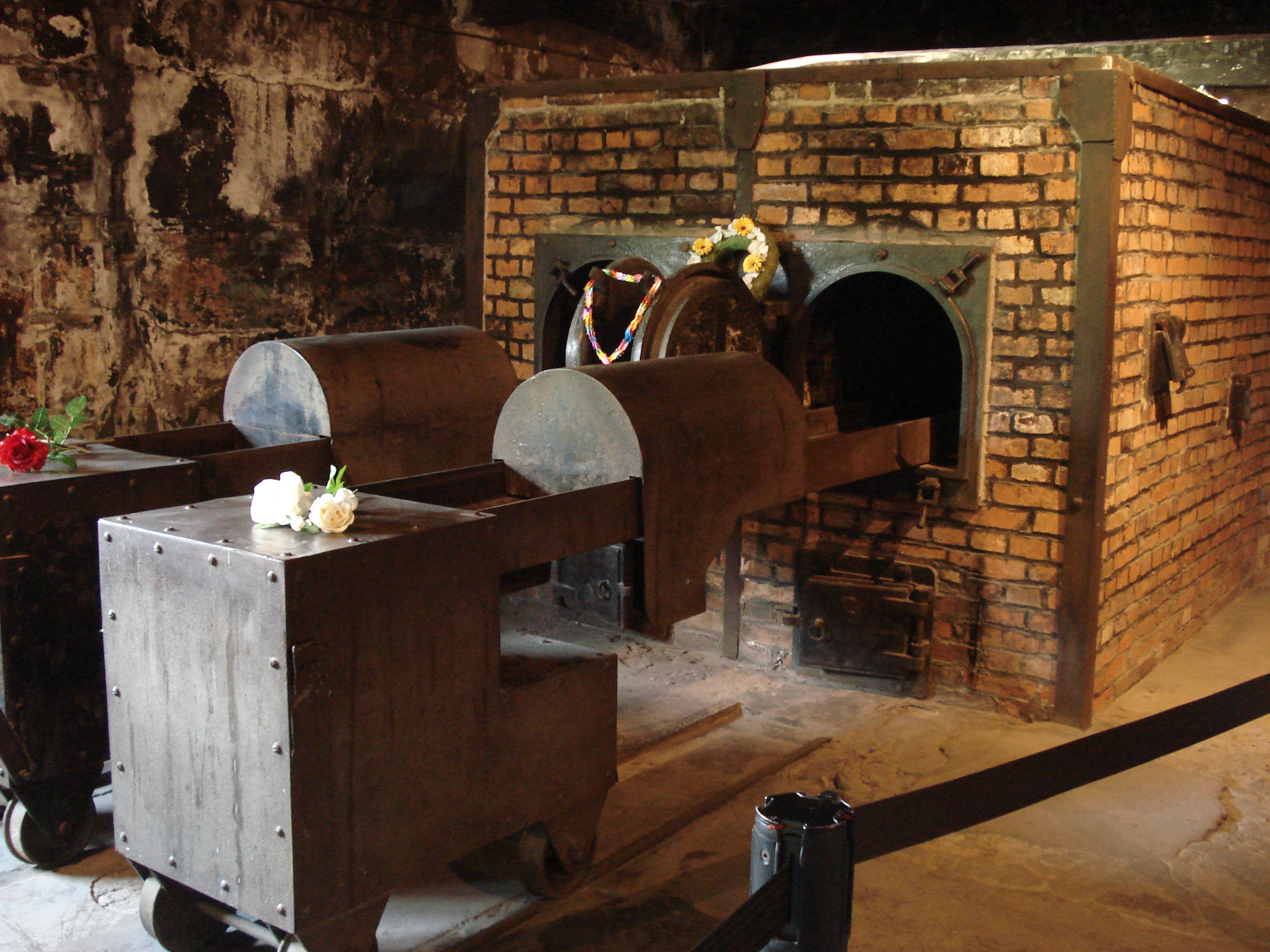
Verbrandingsoven van Auschwitz I, herbouwd na de oorlog

De eerste vergassingen van gevangenen uit Auschwitz vonden niet in het kamp zelf plaats; deze gevangenen werden vervoerd naar gaskamers in Duitsland. Eind juli 1941 werden in het kader van Aktion 14f13 ongeveer 570 gevangenen uit Auschwitz naar Schloss Sonnenstein in Pirna gebracht, waar ze door middel van koolstofmonoxide (CO) werden vergast. Tot aan de zomer van 1941 werd deze methode alleen op gehandicapten toegepast. Ongeveer 70 000 gehandicapten waren al op deze manier gedood. Himmler wilde deze methode ook gaan gebruiken in concentratiekampen. Een speciale eenheid kwam Auschwitz om deze reden bezoeken. Al snel werd het systeem ingevoerd in Auschwitz. Zieken werd verteld dat ze zich, na inschrijving, konden laten behandelen. Ongeveer 575 personen schreven zich uiteindelijk in voor de "behandeling". Men werd echter niet behandeld, maar naar de gaskamers gebracht.
Tot 1941 werden de meeste slachtoffers niet vergast, maar doodgeschoten. Himmler woonde enkele executies in het oosten bij, en na een van deze executies vertelde SS-General Erich von dem Bach-Zelewski aan Himmler dat de SS'ers die de executies uitvoerden het mentaal flink te verduren kregen. Dit zette Himmler aan het denken en hij realiseerde zich dat hij een betere, snellere en mentaal minder uitputtende methode moest vinden. SS-Leutnant dr. Albert Witmann, die betrokken was bij de ontwikkeling van de koolstofmonoxidevergassingen, werd naar het oosten gestuurd om een nieuwe methode uit te vinden. Hij kwam tot de conclusie dat het te duur en te veel werk was om flessen met koolstofmonoxide over grote afstand te vervoeren, en besloot daarop een vrachtwagen met explosieven mee te nemen. De Duitsers dreven gevangenen bij elkaar in een bunker en besloten deze op te blazen. Na deze methode werden er nog diverse andere massamoordmethodes uitgeprobeerd, waaronder het gebruik van uitlaatgassen. Ze dreven mensen bij elkaar in een kamer die verbonden was met de uitlaten van twee voertuigen. Deze methode van vergassing door middel van koolstofmonoxide was een stuk goedkoper dan het vervoeren van flessen met de stof.
Ook in Auschwitz I ging intussen het onderzoek naar verbetering van de moordmethodes door. Bij afwezigheid van kampcommandant Höss kreeg waarnemer Karl Fritzsch een doorslaggevend idee. Waar de SS nog steeds arbeidsongeschikte gevangenen doodschoot, dacht Fritzsch dat het middel waar men de kleren mee desinfecteerde, Zyklon B, tevens als gas kon worden gebruikt. Zodra Zyklon B aan de lucht wordt blootgesteld,  komt er een dodelijk gas vrij: waterstofcyanide (blauwzuur).
Eind augustus of begin september koos Fritzsch blok 11 uit om een proef te doen met Zyklon B. Een kelder werd voorbereid voor het experiment en vanaf dat moment mocht niemand meer uit zijn cel. Russische krijgsgevangenen werden in blok 11 bijeen gedreven en naar de kelder verplaatst. De eerste test met Zyklon B was een feit. De dag erna werd de effectiviteit gecontroleerd, waarbij bleek dat een groot deel van de gevangenen nog in leven was. De nazi's verhoogden daarop de dosis – met het door hen gewenste resultaat. De SS liet gevangenen de lijken opruimen en verbranden in het crematorium. Na dit eerste experiment werd een tweede vergassing met Zyklon B uitgevoerd op een transport met Russische krijgsgevangenen.
Toen Höss terugkwam in het kamp, kreeg hij het verhaal over het experiment te horen. Höss was tevreden en gerustgesteld. Voordeel was dat het op grote schaal kon plaatsvinden. Bovendien zouden de Duitsers nu bloedbaden bespaard blijven.

### Crematorium I
Een oude munitiebunker was omgebouwd tot een crematorium. De ruimte die in eerste instantie als mortuarium was ingericht werd later in gebruik genomen als gaskamer. In december 1941 vond de eerste grote vergassing hier plaats.  Deze eerste (en enige gaskamer) van Auschwitz I bleef tot mei 1942 in gebruik waarbij er naar schatting 10.000 voornamelijk Joden zijn omgebracht. De vergassingen kregen een massaal vervolg in de grotere crematoria van Auschwitz-Birkenau.

#### Na uitbreiding
Naarmate de tijd vorderde en de uitbreiding van Auschwitz I en het ontstaan van Auschwitz II-Birkenau en Auschwitz III-Monowitz een feit was, werd het belang van Auschwitz I kleiner. Het administratief hoofdkwartier bevond zich echter wel in het Stammlager, maar de nazi's legden steeds meer de nadruk op Auschwitz II-Birkenau. Auschwitz I werd vooral gebruikt om gevangenen die dienstdeden in fabrieken in Auschwitz III-Monowitz of op andere plaatsen arbeid moesten verrichten in onder te brengen.
Ook werd er vanaf juni 1943 op verzoek van Himmler in blok 24a een bordeel gevestigd, het Lagerbordell. Eerder had de SS een plan om een bordeel in blok 11 te plaatsen verworpen. Het bordeel werd in oktober 1943 geopend en moest als beloning dienen voor gevangenen met extra privileges, zoals kapo's. De bewakers van de SS mochten geen gebruik maken van dit bordeel, maar wel van het bordeel in de stad Auschwitz. Meer dan zestig Duitse, Poolse en Oekraïense vrouwen werden uit het vrouwenkamp van Auschwitz II-Birkenau gehaald om in de bordelen van Auschwitz I en Auschwitz III-Monowitz te werken. Het bordeel bleef tot enkele dagen voor de evacuatie bestaan.

### Medische experimenten

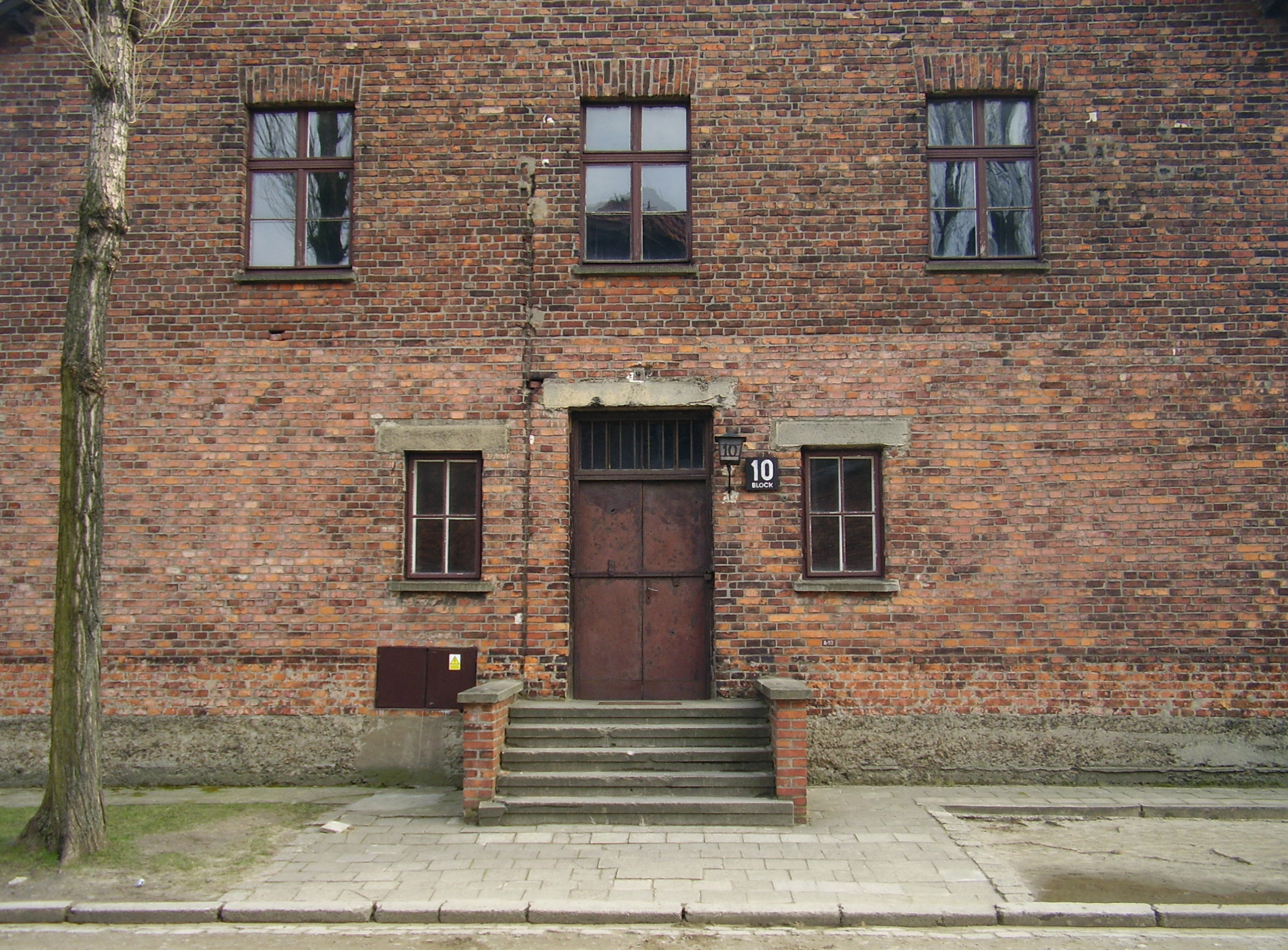
In dit gebouw, blok 10, werden de medische experimenten uitgevoerd

Net als in andere kampen werden ook in Auschwitz experimenten op gevangenen uitgevoerd. De artsen in Auschwitz werden berucht vanwege hun medische experimenten.
Josef Mengele was de beruchtste SS-arts. Hij voerde experimenten uit met tweelingen, omdat hij inzicht wilde krijgen in de rol van de genetische aanleg in de ontwikkeling en het gedrag van de mensen. De experimenten waren wreed en vaak dodelijk. Mengele testte ook via elektrocutie hoe hoog de stroomsterkte kon zijn zonder dat een mens eraan stierf. Er werd ook door andere artsen geëxperimenteerd. De arts-apotheker Victor Capesius deed experimenten met geneesmiddelen. SS-arts Eduard Wirths deed onderzoek naar het functioneren van de baarmoederhals. De gynaecologen Carl Clauberg en Horst Schumann deden onderzoek naar de sterilisatie van vrouwen
Patiënten in het kampziekenhuis die niet snel genoeg gezond werden verklaard, werden door de nazi's vermoord met een fenolinjectie direct in het hart.

### Toegangspoort

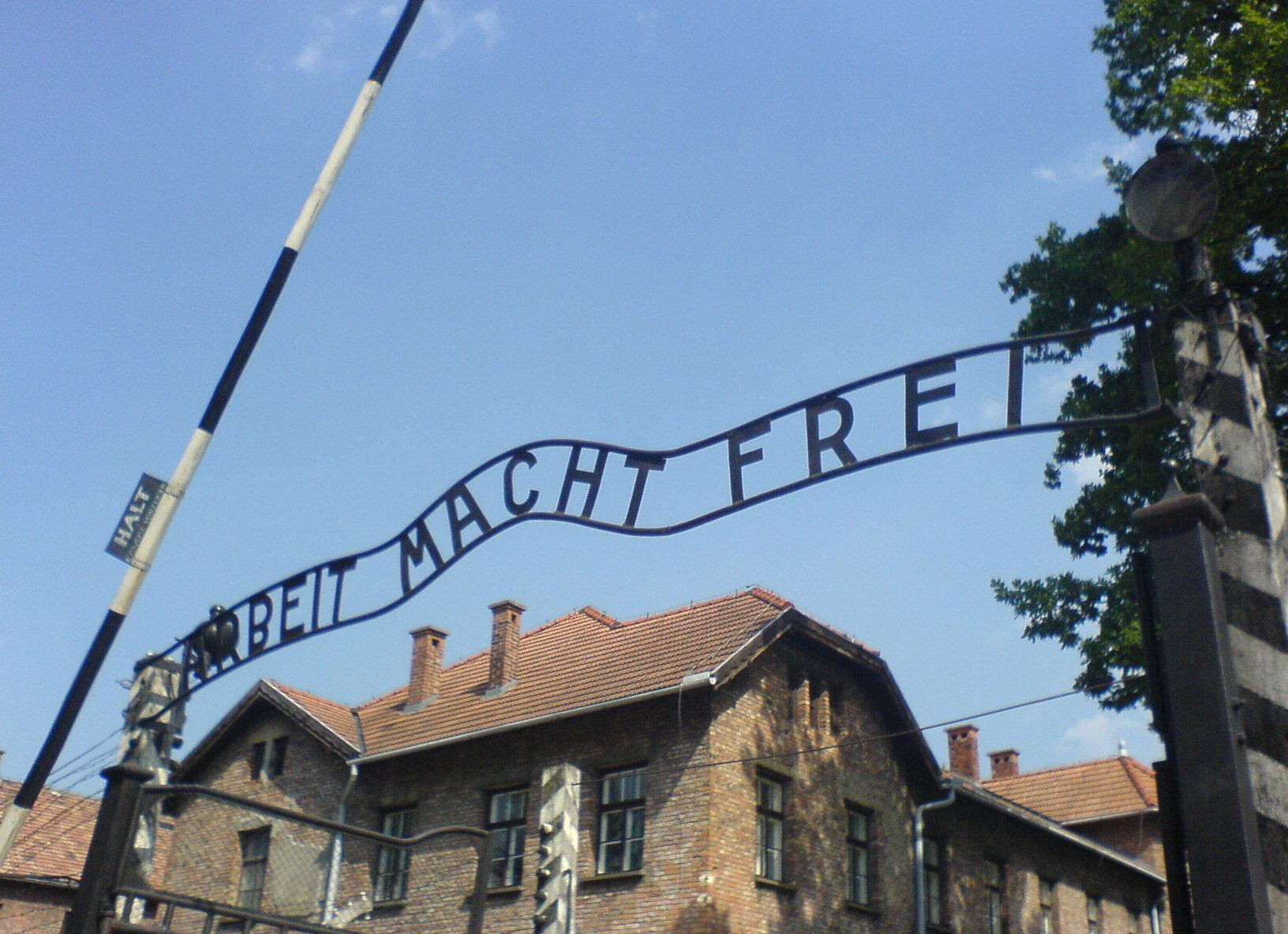
De spreuk Arbeit macht frei op de toegangspoort van Auschwitz I

Van alle concentratiekampen heeft Auschwitz I de bekendste toegangspoort. Boven de ingang hangt heden ten dage nog steeds de spreuk Arbeit macht frei ("Arbeid maakt vrij"), die aan de buitenkant de indruk van een werkkamp moest wekken. Opvallend is de letter de "B" uit Arbeit, die op zijn kop lijkt te staan. Een veelgehoorde verklaring hiervoor is dat dit mogelijk uit protest door de gevangenen zelf gedaan zou zijn. Het is echter onwaarschijnlijk dat dit de nazi's niet zou zijn opgevallen, of dat, als het ze wel was opgevallen, ze het vijf jaar lang zouden hebben laten zitten. Een andere verklaring luidt als volgt: in het Duitsland van die tijd werd volop geëxperimenteerd met schreefloze lettertypes. In sommige varianten werd de onderste boog van de 'B' kleiner weergegeven dan de bovenste. De bovenste boog van de 'B' is (vrijwel) even groot als de boog van de 'R'.
Op 18 december 2009 werd de spreuk boven de toegangspoort gestolen. Drie dagen later vond de Poolse politie het ijzeren bord in drie stukken terug. Vijf mannen tussen van 20 en 39 jaar werden opgepakt. Vermoedelijk wilden de daders losgeld eisen.

### Kampgevangenis

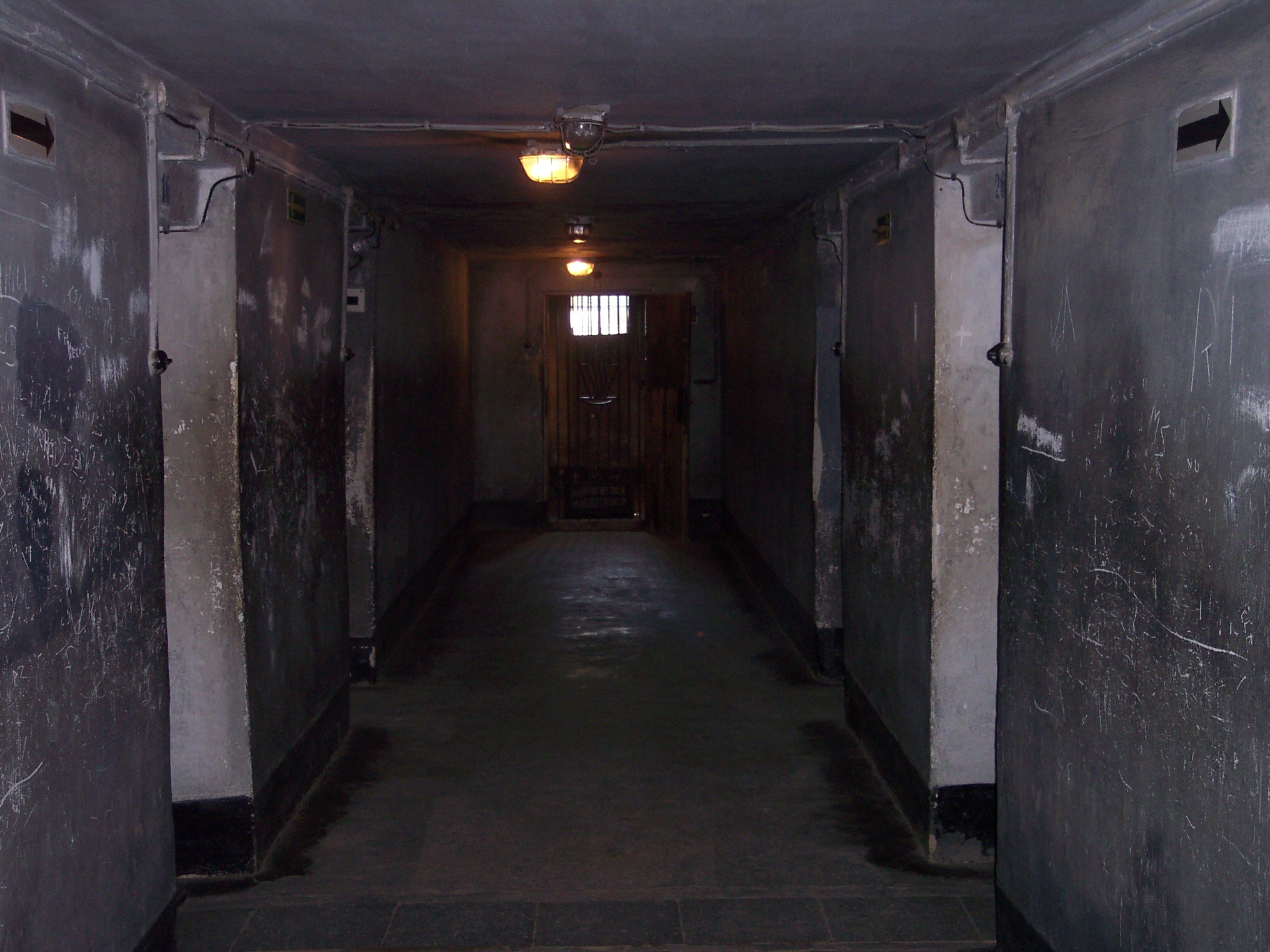
Cellen in de kampgevangenis Blok 11

Hoewel het werken en leven in een concentratiekamp van zichzelf al zwaar en vermoeiend was, deelden de SS'ers regelmatig extra straffen uit. Deze waren zeer divers en bij vrijwel alle kampbewoners bekend.
In de kampgevangenis (beter bekend als blok 11) werden, zoals de naam al doet vermoeden, gevangenen vastgehouden. Het leeuwendeel van dit blok bestaat dan ook uit cellen. Het blok bevatte bovendien stacellen en zogenaamde "verhongercellen", waar men de gevangenen liet doodhongeren.
Tussen het kampziekenhuis (blok 10) en de kampgevangenis (blok 11) was een gesloten binnenplaats ingericht voor martelingen en executies. 

### Opnameprocedure
Als "toegangsprijs" moesten de gevangenen in blok 26 (vanaf 1944 in een nieuw gebouwencomplex) hun persoonlijke bezittingen inleveren. De gevangenen werden gedoucht, geschoren, gefotografeerd en geregistreerd. Vanaf 1942 werd bij de meeste gevangenen op de linker onderarm hun registratienummer getatoeëerd. Ze kregen klompen en een gestreepte outfit, waarop men door een merkteken kon zien tot welke groep gevangenen ze behoorden. In de laatste oorlogsjaren ontbrak het weleens aan specifieke kleren van het concentratiekamp, waardoor het kon voorkomen dat er ook mensen in burgerkleding rondliepen.

## Administratieve centrum
In Auschwitz I bevond zich ook het 'administratieve centrum' van het Auschwitz-complex. Zo waren hier de garnizoensadministratie van de SS (Standortverwaltung), het hoofdkantoor van de politieke afdeling, de arbeidsdienst en de kantoren van de commandant van het lokale garnizoen en van de kampcommandant van Auschwitz I gevestigd.

### Muziek in het kamp

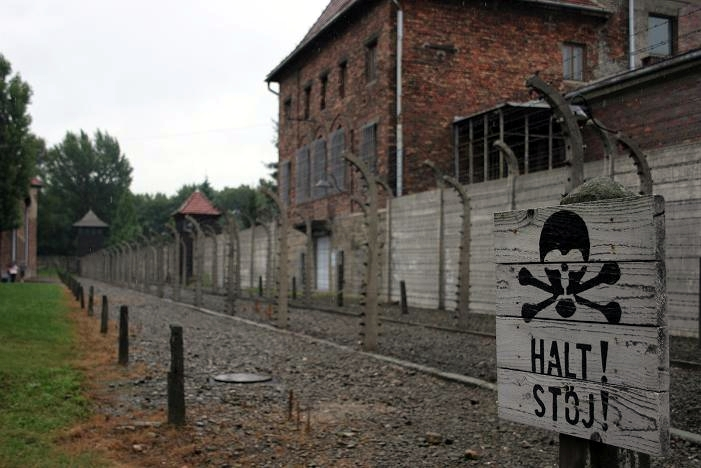
Foto genomen vanuit het kamp Auschwitz I

Net als in andere concentratie- en vernietigingskampen werd ook in Auschwitz muziek gemaakt door gevangenen. In december 1940 werd door de SS een orkest dat uit gevangenen bestond samengesteld. Auschwitz was hiermee het eerste kamp dat over een orkest beschikte. Auschwitz I en Auschwitz II hadden samen al zes verschillende orkesten, waarvan één zelfs 100 tot 120 leden telde.
De gevangenen die dagelijks het kamp verlieten om dwangarbeid te verrichten marcheerden op orkestmuziek door de poort. Terwijl het orkest aan hun linkerkant vrolijke muziek stond te spelen, werden aan de rechterkant de lichamen van vermoorde gevangenen opgestapeld als afschrikwekkend voorbeeld. In tegenstelling tot de indruk die de meeste films over Auschwitz geven, werden de meeste Joden in Auschwitz II-Birkenau gevangen gehouden. Zij gingen dus niet door deze poort. Er was ook sprake van zogenaamde begeleidingsmuziek; muziek tijdens de tocht naar de galg, bij het uitdelen van lijfstraffen of bij de weg naar de gaskamers. Op zondagen werd vaak opgetreden op de appelplaats of in de kampblokken. Er werd hier gespeeld voor zowel de kampleiding als voor de medegevangenen.
De leden van het orkest hadden het voordeel dat ze vrijwel altijd vrijgesteld waren van zwaar werk. Ze werden bovendien beter gehuisvest en kregen beter te eten dan de overige gevangenen. Men had door het maken van muziek dus aanzienlijk meer kans om te overleven. Echt goed hadden de leden van het orkest het echter niet: violiste Jetty Cantor was er na de bevrijding zo slecht aan toe dat zij maanden op krukken moest lopen.

### Vrouwen
De vrouwen uit het Stammlager werden in augustus 1942 overgebracht naar het nieuwe vrouwenkamp (Frauenlager) in Auschwitz II.

## Kampmuseum
Binnen het kamp van Auschwitz I bevond zich in Blok 24 (het eerste blok achter de poort) een door de leiding goedgekeurd kampmuseum, het Lagermuseum. Dat was opmerkelijk, omdat iedere vorm van kunst binnen een kamp verboden was.
 Aanvankelijk werd de inrichting van het museum bepaald door van de gevangenen en vermoorden in beslag genomen objecten tentoon te stellen, zoals medailles, prenten, munten, vlaggen, Poolse klederdrachten en Joodse religieuze objecten, en was bedoeld hen belachelijk te maken en te vernederen.
 Aanleiding voor de oprichting van het uitgebreidere museum was het betrappen van de gevangengenomen Poolse verzetsstrijder en kunstschilder Franciszek Tangosz (1912-1974) door kampcommandant Höss bij het vervaardigen van een schilderij. Höss zag mogelijkheden zijn schilderijenverzameling uit te breiden door Tangosz voor zich te laten werken en bij bezoek van zijn hogere leiding met deze werken indruk te maken. Tangosz werd aangesteld als beheerder van het museum en kon ook een groep oprichten van mede-kunstenaars, zodat ook meer gevangenen door diverse kunstuitingen, zoals het vervaardigen van tekeningen, schilderijen, miniatuur beeldhouwwerken, muziekpartituren enz., zichzelf langer konden onttrekken aan zware lichamelijke dwangarbeid. Op de slaapzalen in het blok zijn muurtekeningen te zien. Het was zelfs mogelijk voor deze gevangenen geïllustreerde en door de kampleiding geautoriseerde brieven naar huis te sturen, met in de illustraties verborgen boodschappen of uitingen van hun gevoelens. Hoge SS-officieren konden de schilderijen naar huis meenemen.
 Met gestolen tekenmateriaal werden ook illegale werkjes gemaakt, zoals een bewaard gebleven sprookjesboekje.
Het museum is te bezichtigen en omvat een collectie van ruim 2000 kunstwerken.
Dit museum dient niet te worden verward met het Staatsmuseum Auschwitz-Birkenau, dat zich aan de rand van Oświęcim bevindt. 